# Richard Strauss
  Richard Strauss    (Múnic, 11 de juny de 1864 - Garmisch-Partenkirchen, 8 de setembre de 1949), fou un director d'orquestra i compositor alemany de música clàssica particularment notable pels seus poemes simfònics, òperes i lieder. La seva llarga trajectòria abasta des del romanticisme tardà fins a la meitat del xx. No té cap relació amb la família dels compositors de valsos vienesos. Richard Strauss, el polifonista modern més important, és un cas singular en la història de la música, tant per la influència exercida sobre els seus contemporanis, com per l'autonomia d'una obra sense fissures ni discontinuïtats. Strauss va tenir sobretot dos referents musicals, Wolfgang Amadeus Mozart i Richard Wagner, i en el seu treball ambdós varen lluitar per la possessió de la seva ànima artística. Es declarà de convicció atea.

## Biografia

### 1864-1894 Joventut a Múnic

#### Formació musical
Franz Strauss (1822-1905) es va obrir camí des dels inicis humils a través del seu talent musical. El 1847, Franz va entrar a l'orquestra de l'Òpera de la Cort de Múnic, i aconseguí ser-ne el primer trompa durant 42 anys. Era considerat com un dels millors del seu temps amb aquest instrument. El 29 d'agost de 1863, amb quaranta-un anys, es va casar amb Josephine Pschorr (1838-1910), de 25 anys i filla d'un adinerat empresari cerveser local. La parella es va mudar a la casa dels Pschorr, a Múnic, on va néixer Richard Georg Strauss l'11 de juny de 1864. La segona filla, Berta Johann, va néixer el 1867.

La mare era amable i sensible, i el pare tenia una personalitat dominant, temperamental i una mica tirànica, segurament per les dificultats que va haver de viure com a fill il·legítim i per la desgràcia personal que va haver de patir amb la mort de la seva primera dona i dos fills per un contagi de còlera. Franz va inculcar al seu fill apreciar la diligència i l'estalvi, i també precises habilitats musicals i l'amor als clàssics: Mozart (sobretot); la família Strauss era com una escola musical. Al jove Strauss li agradava caminar amb el seu pare per escoltar com tocava la banda en el canvi de guàrdia a la Marienplatz. De retorn a casa xiulava les melodies que havia sentit. Als quatre anys, el seu primer professor de piano fou l'arpista de la cort August Tombo. El 1869 es traslladen de casa, de l'Altheimer Eck, al costat de la fàbrica de la seva mare, a la Neuhauserstrasse. A aquesta edat va compondre les seves primeres obres: Schneiderpolka (La polca del sastre) i Weihnachtslied (Cançó de Nadal). També a l'edat de sis anys va a l'escola de la catedral i comença a estudiar violí amb Benno Walter, cosí del seu pare i concertí l'orquestra de la cort. 

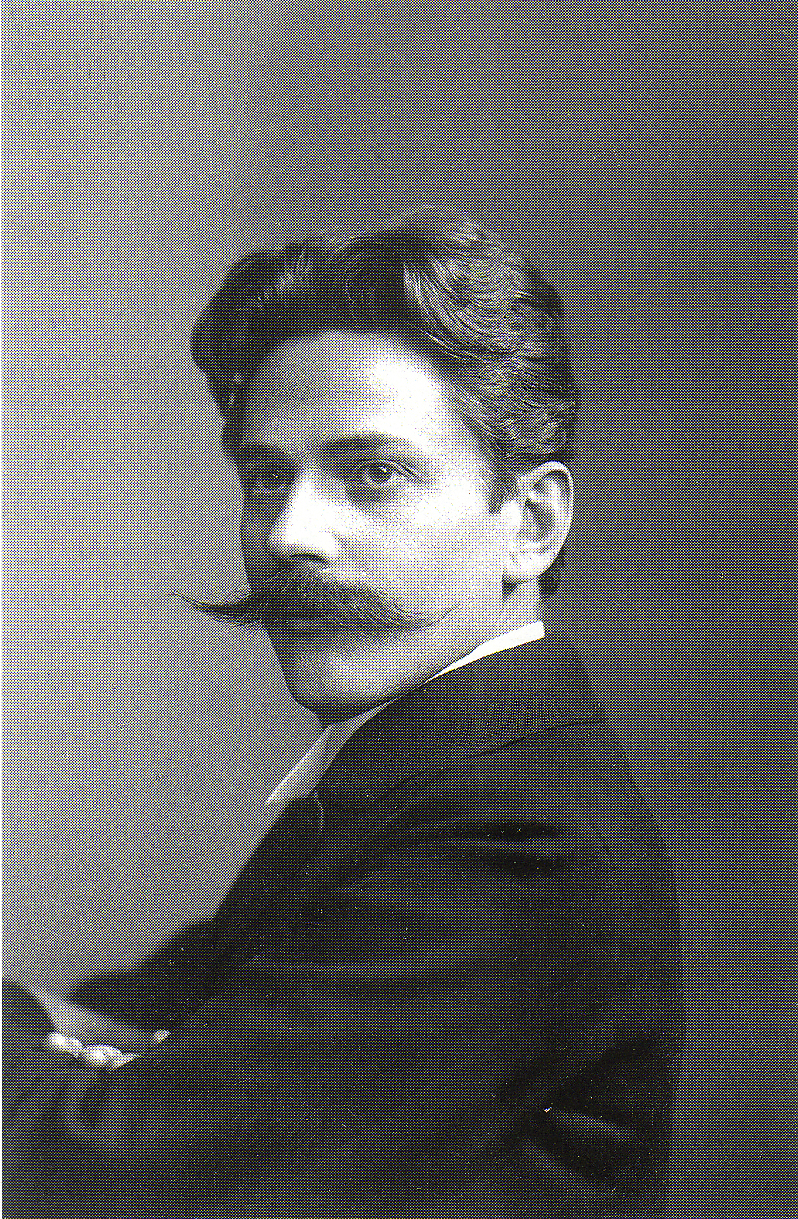
Ludwig Thuille, amb qui Strauss va mantenir una llarga amistat i correspondència

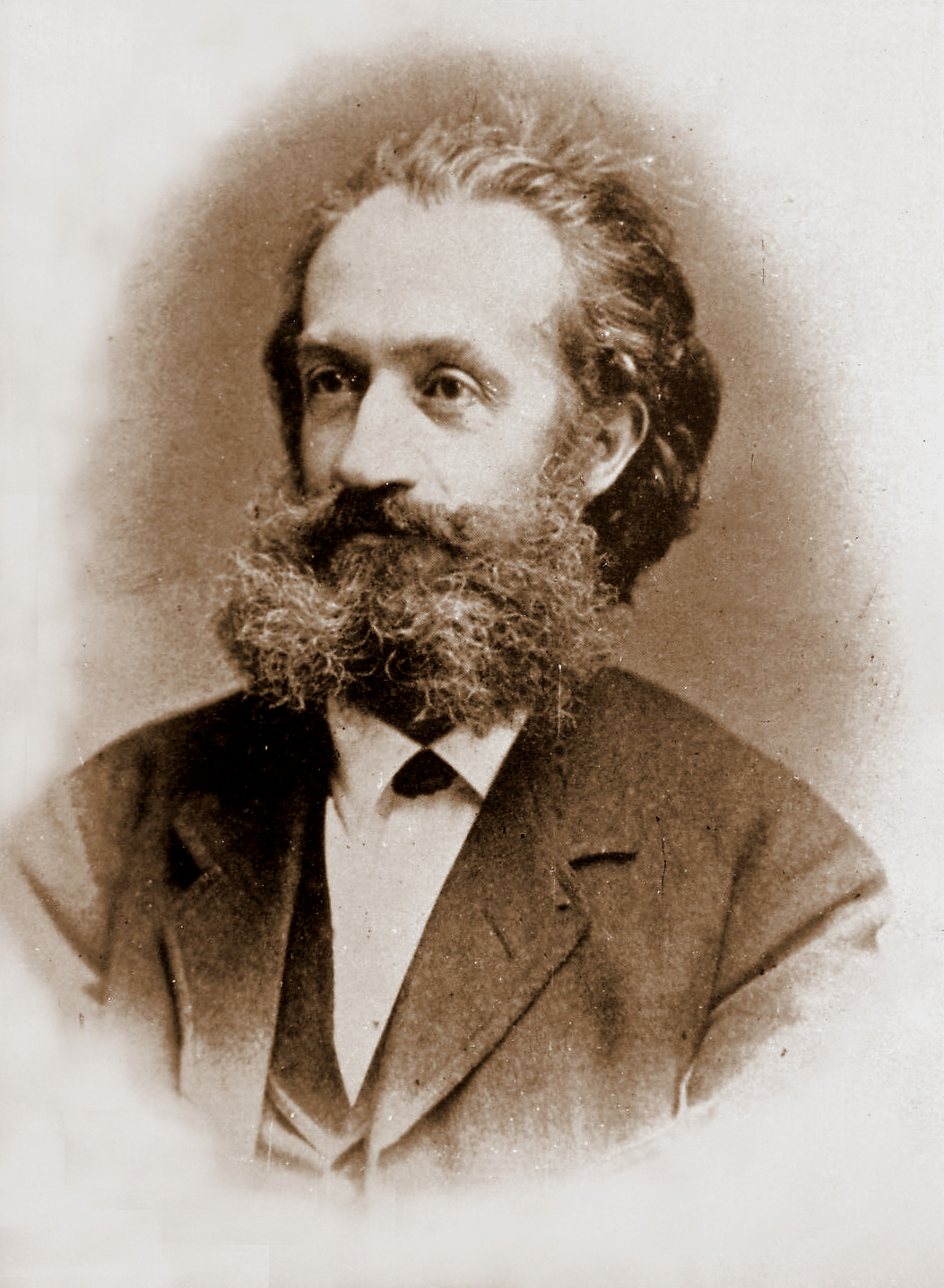
Alexander Ritter va introduir Richard Wagner a Strauss

L'any 1871 el porten a escoltar les seves dues primeres òperes: El caçador furtiu i La flauta màgica. A la sala Odeon de Múnic intervé en el cor de nens en Tannhäuser. Coneix Ludwig Thuille, quan Pauline Nagiller, una vídua amiga de la mare de Richard, es converteix en la tutora legal de Thuille. El 1874 entra al Ludwig-Gymnasium per completar la seva educació secundària. L'any següent comença a estudiar teoria musical amb Friedrich Wilhelm Meyer, així inicia els estudis musicals d'una forma sistemàtica.
Als tretze anys completa una Serenata per a orquestra, musicada per primera vegada sense cap ajuda, dedicada a Meyer. Fins aquell moment ja portava compostes quinze composicions, la majoria per a piano, cançons i música de cambra. El 1878 estableix amistat amb Friedrich Rösch, que seria el seu gran confident, advocat personal i col·lega musical amb avançats estudis de piano.
Pocs es van sorprendre quan la mare de Richard va començar a marcir-se sota la personalitat estentòria del seu marit. Vers la fi de l'any 1870 ja patia episodis perllongats de depressió, causats per un creixent sentiment d'inferioritat (que Franz va fer poc per dissipar), i no va passar gaire temps abans que la seva ment comencés a fallar. Llargues estades en institucions psiquiàtriques primitives no van ajudar a millorar situació, i el 1899 Josephine va amenaçar de suïcidar-se.
El 1879 Thuille és admès a la Königliche Musikschule de Múnic, l'escola on Franz feia classes de trompa. Més influent com a teòric que com a compositor, amb el pas del temps va esdevenir un bon amic de Richard i plegats van gaudir de concerts. Es guarda la correspondència que Strauss li va enviar entre 1877 i 1879 mentre Thuille va haver d'assistir al Gymnasium d'Innsbruck. El 1880 acaba els estudis amb Meyer i l'any següent publica la seva primera obra: Festmarsch per a gran orquestra, Op. 1, mentre diverses obres seves s'interpreten públicament amb èxit a Múnic.

#### Viena, Berlín, Meiningen
Entra a la Universitat de Múnic el 1882 i aquell mateix any acompanya el seu pare a Bayreuth per veure les primeres representacions de Parsifal i visita Viena, on coneix Hans Richter i Eduard Hanslick. El desembre de 1884 emprèn un viatge de tres mesos a Berlín, on es troba amb Hans von Bülow, Joseph Joachim, Philipp Spitta, i altres figures musicals del moment. Allà va assistir a òperes i concerts interpretats pels millors músics del món. Així mateix, també va tenir l'oportunitat de donar a conèixer la seva obra.
Als divuit anys, Strauss ja havia escrit unes cent quaranta peces, entre elles gairebé sixanta cançons i més de quaranta obres per a piano. Per aquest temps les seves composicions eren molt conservadores, dins l'estil de Robert Schumann, o Felix Mendelssohn, d'acord amb l'ensenyament rebut del seu pare.

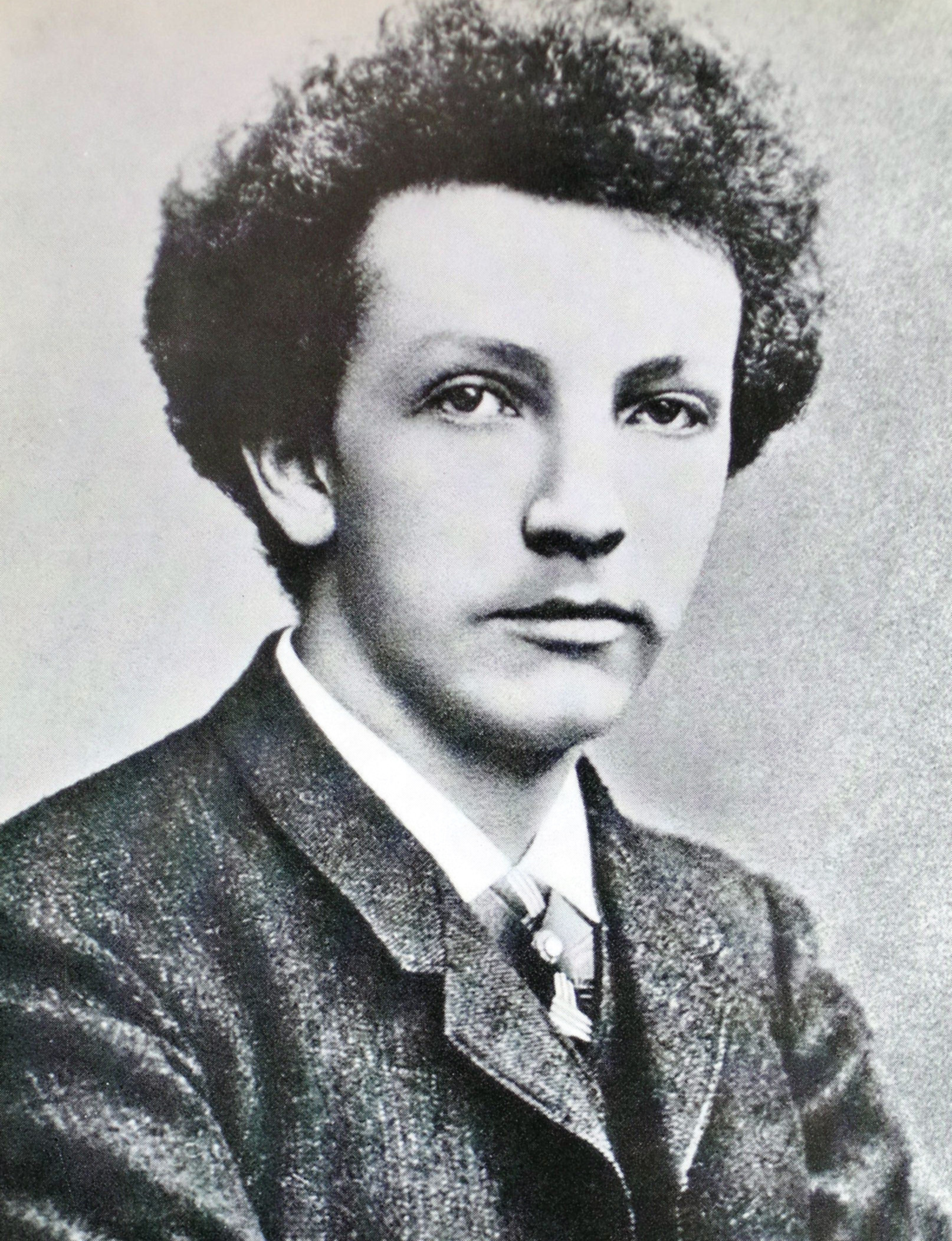
Richard Strauss, de jove

A través de les connexions del seu pare, Strauss va conèixer els músics més importants de l'època, entre ells el director Hans von Bülow, que li va encarregar la Suite en si bemoll major per a tretze instruments de vent, Op. 4, per a l'Orquestra de Meiningen, que ell dirigia. Von Bülow va convidar Strauss a la direcció de l'estrena d'aquest treball a Múnic el novembre de 1884. Fou també la seva estrena com a director. Onze mesos després Von Bülow li oferia el lloc de segon director d'aquesta orquestra i dos mesos més tard, director titular d'aquesta. A partir de llavors l'eminència de Strauss com a director fou paral·lela al seu ascens com a compositor. A partir de llavors va ocupar el lloc de tercer director de l'Òpera de Múnic (1886-1889), director de l'Orquestra de la cort de Weimar (1889-1894), segon i després director principal a Múnic (1894-1898), director d'orquestra (i més tard director) de l'Òpera de la Cort Reial de Berlín (1898-1919), i codirector musical de l'Òpera Estatal de Viena (1919-1924).
Allà coneix Alexander Ritter, notable violinista i marit d'una neboda de Richard Wagner, del qual era un gran admirador. Ritter va exercir una influència decisiva en el jove músic i el va convertir en l'art de Franz Liszt i de Wagner. Strauss ja havia alimentat prèviament en secret, per no disgustar el seu pare, l'admiració per la música de Wagner. Ritter va instar Strauss a abandonar les formes clàssiques i a expressar les seves idees musicals per mitjà del poema simfònic, tal com Liszt havia fet.

#### A l'Òpera de Múnic
El 1886, després d'un viatge a Itàlia, completa la simfonia fantàstica Aus Italien, de caràcter descriptiu. Es trasllada a l'orquestra de la cort de Múnic com a tercer director, treballant al costat de Hermann Levi i Franz Fischer. A la primavera comença una història d'amor amb Cäcilie Wenzel, actriu de la cort. L'agost de 1887 coneix Pauline de Ahna, una alumna de cant, que esdevindria la seva esposa. Escriu el primer lied popular: Serenata. Op. 17.

#### Director de Weimar

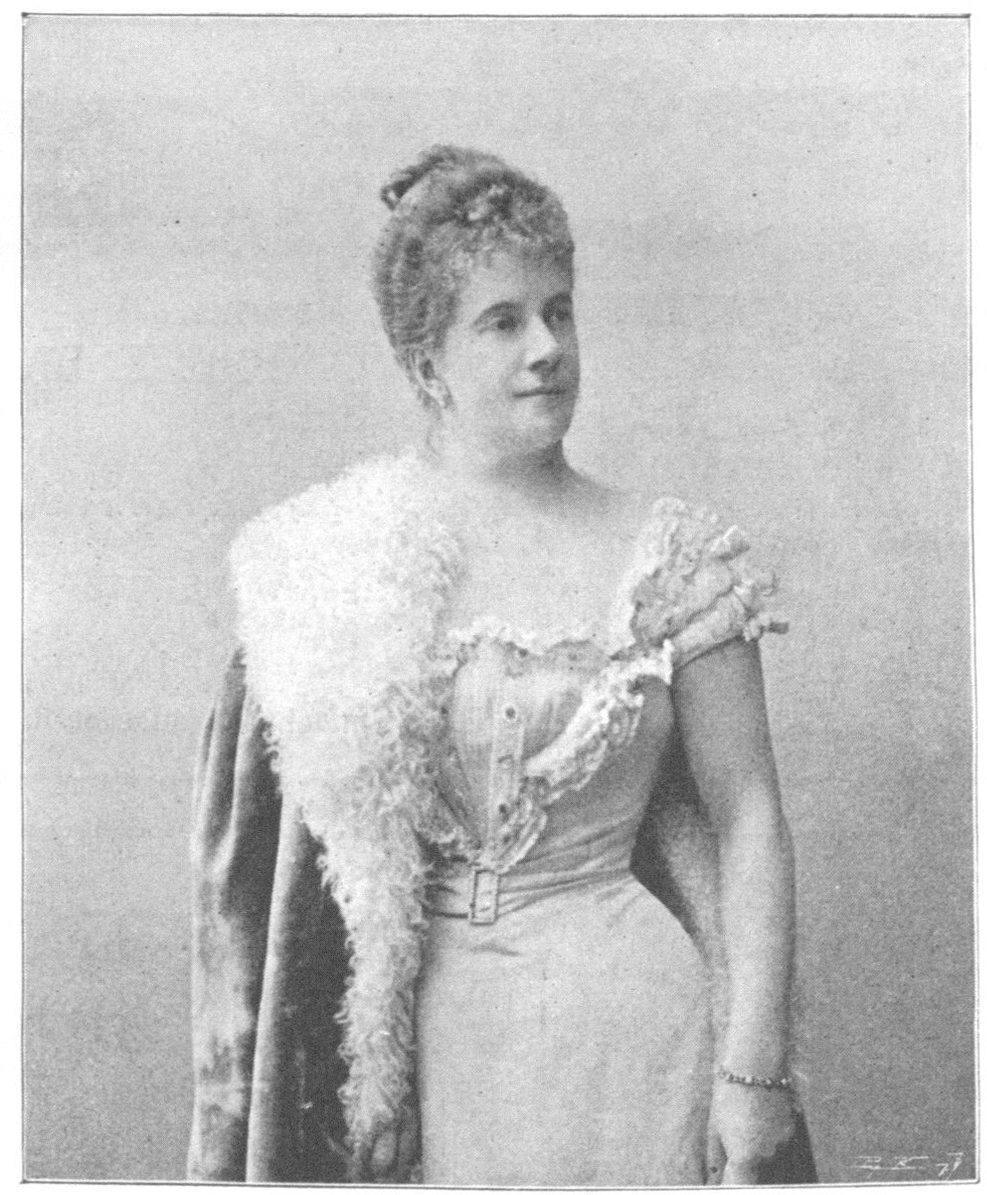
Pauline de Ahna, soprano alumna de Strauss, que el 1894 es convertí en la seva esposa

L'any següent és l'assistent musical a Bayreuth de Parsifal. Acaba els poemes simfònics Macbeth i Don Juan, la primera peça que mostra la seva maduresa, brillant tècnicament i d'un gran impuls vital. El novembre de 1889 va dirigir l'estrena del poema simfònic Don Juan i obtingué un contracte amb l'orquestra de Weimar com a director, que durarà fins al 1894. Don Juan va consagrar Strauss com un dels compositors més importants del moment, amb gran prestigi a nivell internacional, que el va acompanyar fins a la seva mort. La recepció triomfal d'aquesta obra el va portar a ser proclamat l'hereu de Wagner.
Cap al final del segle xix, Strauss para atenció en l'òpera. L'estiu de 1887, Ritter ja havia suggerit l'argument medieval de Guntram i Strauss es va embarcar en la tasca d'escriure ell mateix el llibret, seguint els passos del mestre Wagner. El nom del protagonista, Guntram, és una combinació de Gunther i Wolfram, i el seu caràcter un híbrid de Tannhäuser i Parsifal. De la mateixa estela van sorgir Freihild i Freidhold. Strauss va acabar l'esborrany de Guntram a l'hotel Shepheard's del Caire la nit de Nadal de 1892, i va anotar: "Gràcies a Déu! I al sagrat Wagner!". La partitura completa va estar llesta el 5 de setembre següent. L'òpera es va estrenar a Weimar el 10 de maig de 1894, amb direcció del mateix Strauss i dedicada als seus pares. Aquest mateix dia es va anunciar el seu compromís matrimonial amb Pauline de Ahna, creadora del paper de Freihild. Les crítiques van ser bastant fredes. Molt pitjors van ser les de l'estrena a Múnic l'any següent, que només van salvar la interpretació de Pauline. Aviat l'obra va deixar de programar-se.
Richard i Pauline es coneixien des del 1887, quan fou la seva alumna de cant i es van casar al setembre de 1894. La personalitat tempestuosa, amb falta de tacte de Paulina, era el revers del caràcter distant del seu marit. El seu comportament excèntric és objecte d'un sens fi d'anècdotes, la majoria veritables. No obstant això, el matrimoni funcionà, entre ells s'adoraven i així ho demostren els 55 anys que varen estar junts.
Guntram era una obra immersa en un clar i formal neowagnerisme, que va constituir un seriós fracàs davant d'un públic, l'alemany, al qual li agradava menys Wagner que al francès, i que estava impressionat, al pas del segle, pel verisme. Aquest sotrac va descoratjar Strauss de tornar a escriure música per a l'escena fins a sis anys després. El 1940 se'n va estrenar a Weimar una versió revisada, amb mitja hora menys de música que l'original. Malgrat basar-se en un fluix llibret que no va funcionar bé dramàticament, defectes que la mantenen fora del repertori, Guntram conté moments molt inspirats que anuncien el llenguatge musical de l'Strauss madur, tancat en una cotilla wagneriana de la qual molt aviat es va desprendre. Per exemple, la bella i extensa ària de Freihild del tercer acte fixa ja un model a què Strauss s'adherirà fidelment en la seva producció posterior fins a culminar amb l'escena final de Capriccio. Al costat de passatges d'audàcia comparable als Gurre-Lieder de Schönberg trobem autocitacions (tema de la infància de la Mort i transfiguració en l'ària de Guntram del primer acte, i "autocitacions futures". Alguns temes van trobar cabuda en posteriors poemes simfònics: a la primera secció del Preludi se sent un tema d'Una vida d'heroi, i el tema de les violes el tornarem a trobar en Don Quixote.

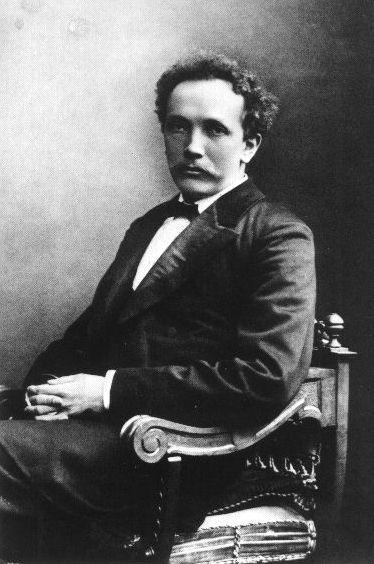
Richard Strauss el 1909

Després escriuria una sèrie de poemes simfònics Tod und Verkläung (Mort i transfiguració, 1888-1889), Till Eulenspigiegels lustige Streiche (1894-1895), Also sprach Zarathustra (Així parlà Zaratustra, 1896), molt conegut avui per haver estat usat en la banda sonora del film 2001, A Space Odyssey de Stanley Kubrick, Don Quixote (1897), i Ein Heldenleben (Una vida d'heroi, 1897-1898). Eren veritables drames musicals sense text, programàtics, en què destaca el progressiu perfeccionament del llenguatge musical i de la instrumentació, així com la caracterització psicològica dels personatges i de la descripció de les situacions a través de motius conductors o leitmotiv, segons el procediment que Wagner portà a la màxima expressió.

### 1898-1918, Berlín, els anys d'or

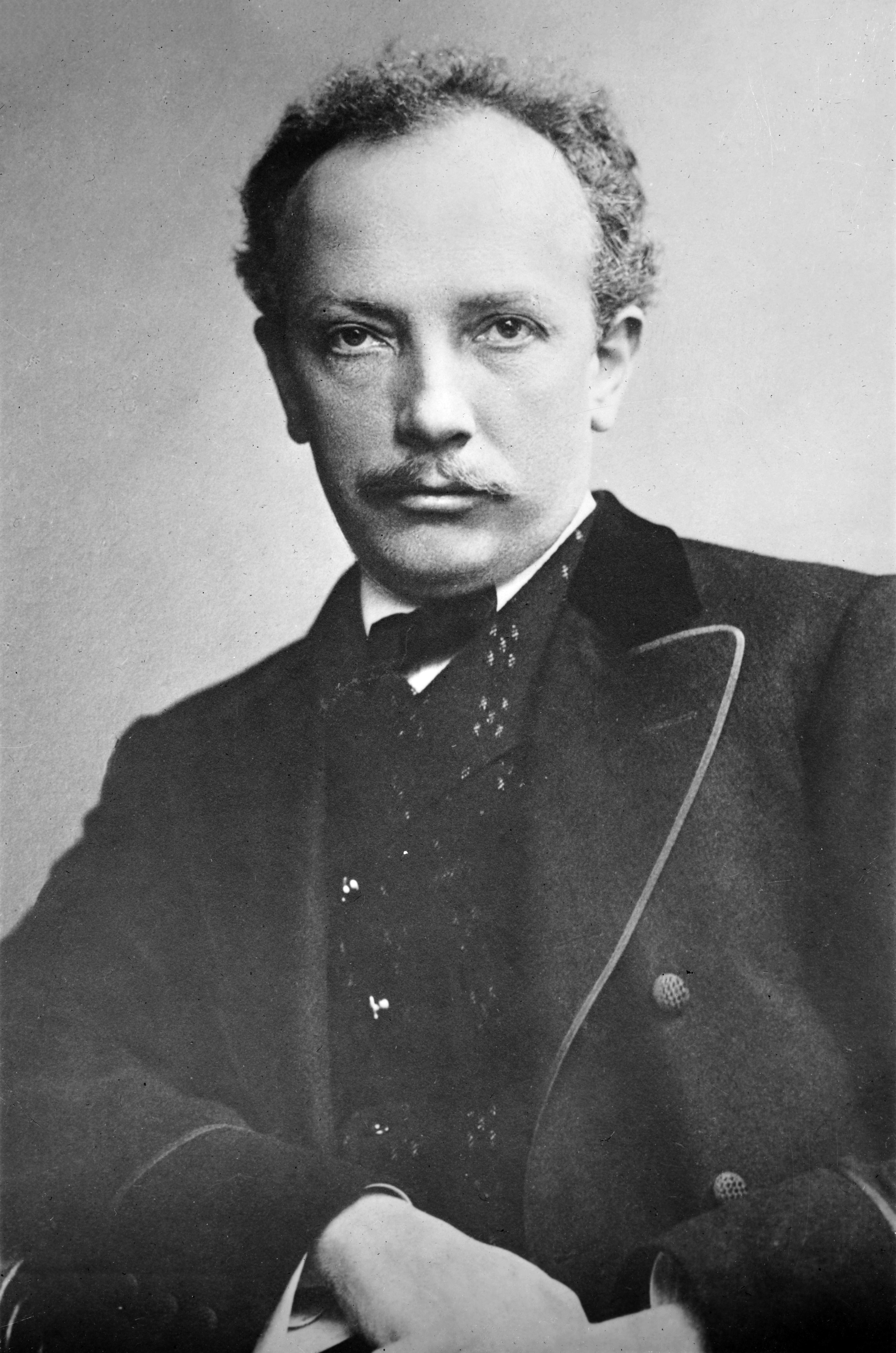
Richard Strauss el 1910

Després de diversos enfrontaments amb la direcció del Teatre de Múnic, el març de 1988 s'assabenta que Felix Weingartner vol abandonar l'Òpera de Berlín i Strauss s'interessa pel lloc. A l'abril, en una visita a la ciutat per presenciar una interpretació del seu melodrama Enoch Arden, arriba a un acord amb el director dels Reials Teatres Prussians; signa un contracte de deu anys com a primer director de l'Òpera Reial de Berlín, compartit amb Karl Muck. Els vint anys que passarà a Berlín, especialment els anteriors a l'esclat de la Primera Guerra Mundial, seran el període més important per a Strauss, com a director i com a compositor.
Els anys 1898 i 1899 va veure l'estrena, respectivament, de dos dels més ambiciosos poemes simfònics de Strauss, Don Quixote i Ein Heldenleben ('Una vida d'heroi'). El 1900 inicia la composició de Feuersnot, espècie de paròdia, en clau humorística, d'Els mestres cantaires, de la qual, en alguns aspectes, es pot considerar una continuació. Per diversos motius, aquesta segona òpera anticipa la futura textura del drama straussià, pel que fa a l'exuberant ús del marc orquestral i, singularment, moments d'El cavaller de la rosa i fins i tot la inquietant mobilitat d'Elektra. L'estrena en fou el 21 de novembre de 1901 al Hoftheater de Dresden dirigida per Ernst von Schuch. Fou un gran èxit, però no rotund. En aquell temps, els teatres oficials eren dignes centres de moral i pedagogia social, i l'obra era excessivament sensual i picant. Gustav Mahler va dirigir-ne l'estrena a la Hofoper de Viena el 29 de gener de 1902, en presència del compositor, però va ser un fiasco, tot i l'acurada preparació musical de Mahler. El públic no perdonà a Strauss la burla que reflecteix, a mig camí entre el pamflet polític i la sàtira.

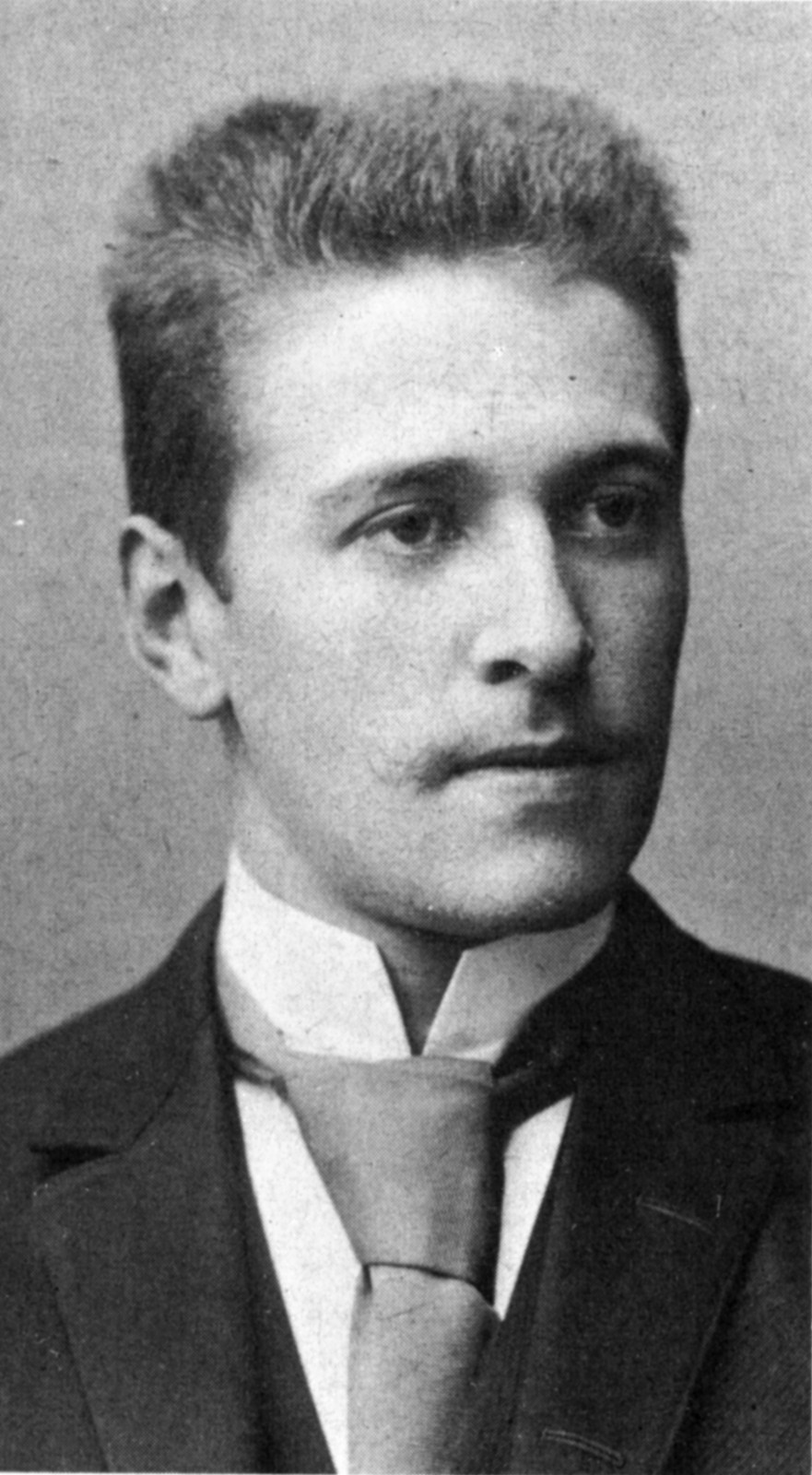
Hugo von Hofmannsthal el 1893

Després de Feuersnot, Strauss es concentrà en la composició de Taillefer, un enorme fresc simfonico-coral amb 146 instrumentistes i cor mixt, sobre l'homònima balada de Ludwig Uhland.
El 1902, va assistir a Berlín a la representació de l'obra de teatre d'Oscar Wilde Salomé, amb la posada en escena del cèlebre Max Reinhardt. Salomé propiciarà a Strauss un entusiasme impetuós i de nou l'irresistible impuls de crear música per a l'escena. Strauss va assistir també a la representació de l'Elektra del jove i brillant poeta i dramaturg austríac Hugo von Hofmannsthal el 1904, el muntatge tornava a ser de Max Reinhardt. Strauss es trobava en aquells moments lliurat a la composició de la seva Salomé sobre un llibret propi, que finalment estrenaria el 1905. Tot i que Salomé va ser considerada per alguns com a blasfema i obscena, va triomfar en els principals teatres d'òpera amb una reacció tan extrema com la que va tenir Don Juan, excepte a Viena, on la censura va prohibir a Gustav Mahler de posar-la en escena. L'òpera és famosa per la Dansa dels set vels, que en la seva època va resultar escandalosa. Amb Salomé portà a les últimes conseqüències el llenguatge cromàtic wagnerià. Es pot parlar a partir de llavors amb propietat d'un "estil Salomé" imperant en l'època, en el qual tenen tanta cabuda, en plena eclosió del modernisme, tant l'òpera straussiana, com els gravats de Beardsley o la pintura de Gustav Klimt.
El 1904 ell i Paulina, que va ser la principal exponent de les seves cançons, van anar de gira pels Estats Units, on a la ciutat de Nova York es va fer l'estrena de la seva Symphonia Domestica, amorosa contemplació de la seva intimitat familiar.
Actuà diverses vegades a Barcelona com a director d'orquestra, donant-hi a conèixer obres seves, com els tres concerts que va dirigir al Palau de la Música al capdavant de la Filharmònica de Berlín l'any 1908.
El 1909 l'òpera Elektra va marcar la primera col·laboració amb Hugo von Hofmannsthal. En els vint anys següents, cinc òperes van portar la música de Strauss i el llibret de Hofmannsthal. El 1911 s'estrenà la seva segona òpera junts, Der Rosenkavalier, que va aconseguir un èxit popular de primera magnitud. Les seves òperes posteriors junts van ser Ariadne auf Naxos (1912, Ariadna a Naxos), Die Frau ohne Schatten (1919, La dona sense ombra), i Die ägyptische Helena (1928, L'Helena egípcia). Però el 1929 Hofmannsthal va morir mentre treballava en l'òpera Arabella, fet que deixà Strauss desconsolat.
Elektra es va estrenar a Dresden el 1909 i el mateix any va arribar a Viena, gràcies a la intervenció de Gustav Mahler, amic de Strauss i que aleshores ocupava el lloc de director musical del teatre de l'Òpera del Ring de la capital austríaca. Juntament amb Salomé, configura un tractament vocal i orquestral de trets marcadament expressionistes, allunyats (a excepció de l'ús del leitmotiv) dels preceptes wagnerians de les dues primeres òperes straussianes, Guntram i Feuersnot.

### 1919-1924, Viena, entre dos imperis
Després de 1908 Strauss va viure a Garmisch, a Baviera, en una vil·la que es va construir amb els drets d'autor de Salomé. Va dirigir a Berlín fins a 1919, quan va accedir a convertir-se en el director adjunt de Franz Schalk de l'Òpera Estatal de Viena. El seu nomenament va resultar desafortunat, ja que va coincidir amb un estat d'ànim després de la guerra que va relegar Strauss i compositors romàntics tardans similars a la categoria de "passats de moda". Strauss ni tenia interès ni era expert en política, nacional o musical, i va dimitir del seu càrrec a Viena el 1924. Aquesta ingenuïtat política va tacar la reputació de Strauss quan els nacionalsocialistes van arribar al poder a Alemanya el 1933. Encara que capaç de manipular els grans ducs i emperadors, que va demostrar no ser rival per als totalitaris implacables del Tercer Reich, i sense adonar-se'n es va deixar utilitzar per ells durant un temps. Així, des de 1933 fins a 1935 va exercir com a president de Reichsmusikkammer d'Alemanya, que va ser l'Oficina de la Música de l'Estat. Però, el darrer any va caure en desgràcia amb el règim nazi. Després de la mort de Hofmannsthal el 1929, va col·laborar amb el dramaturg jueu Stefan Zweig en una òpera còmica, Die Frau ohne Schatten (1935, La dona silenciosa). Aquesta col·laboració fou inacceptable per als nazis. L'òpera va ser prohibida després de quatre actuacions i Strauss es va veure obligat a treballar amb el llibretista Joseph Gregorio. El fet que l'esposa del seu fill fos jueva també es va alinear en contra d'ell. Per sobre de tot, Strauss era un home de família, i va utilitzar tota la seva influència com a compositor alemany viu més important per a protegir la seva nora i els seus dos fills. Va passar part de la Segona Guerra Mundial a Viena, on estava fora dels reflectors, i el 1945 es va traslladar a Suïssa. Tribunals de desnazificació aliats finalment van netejar el seu nom, i Strauss va tornar a Garmisch el 1949, on va morir tres mesos després de la celebració del seu 85è aniversari.

### Mort de Hofmannsthal: crisi personal i política

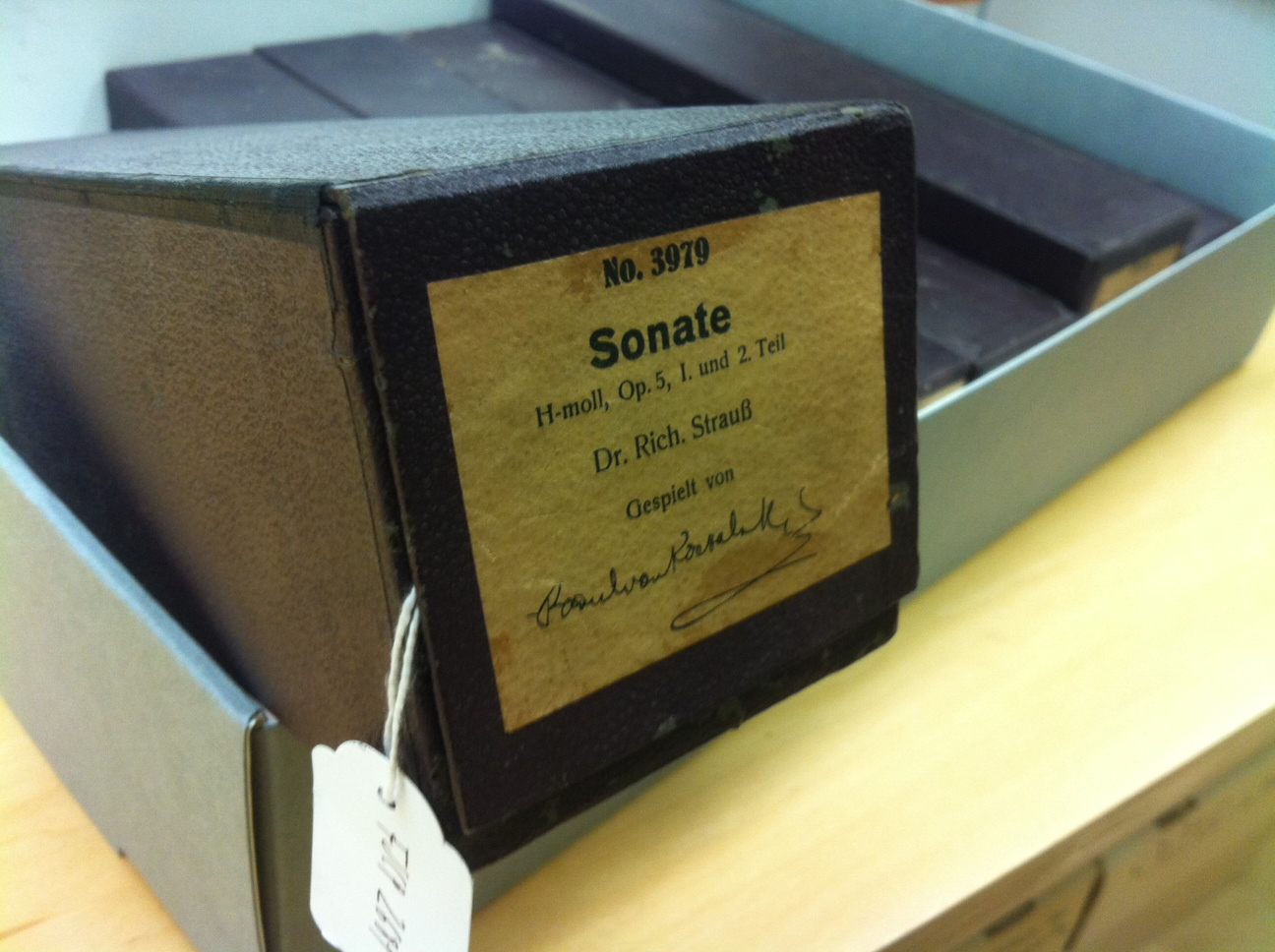
Sonata de Richard Strauss per a rotlle de pianola conservada al Museu de la Música de Barcelona

La següent òpera de Strauss va ser Elektra, en la qual fa ús d'un llenguatge dissonant més extrem, i on col·laborà amb el poeta Hugo von Hofmannsthal, amb qui tornaria a treballar en altres ocasions. En aquestes darreres composicions Strauss va moderar el seu llenguatge harmònic, amb el resultat d'obres com Der Rosenkavalier (El cavaller de la rosa, 1910), la qual obtingué un gran èxit. Strauss continua component òperes a intervals regulars fins al 1940. Ariadne auf Naxos (Ariadna a Naxos, 1912), Die Frau ohne Schatten (La dona sense ombra, 1918), Intermezzo (1923), L'Helena egípcia (1927), i Arabella (1932), totes amb col·laboració de Hofmannsthal; i Die schweigsame Frau (1934), amb Stefan Zweig com a llibretista; Friedenstag (1936) i Daphne (1937, llibret de Joseph Gregor i Zweig); Die Liebe der Danae (1940, amb Gregor) i Capriccio (amb llibret de Clemens Krauss) (1941).
Després d'estrenar Arabella a Dresden, el novembre de 1933 Joseph Goebbels va designar-lo, sense haver-li consultat, president de la Reichsmusikkammer (Associació de Compositors Alemanys). Strauss va resoldre seguir en el seu càrrec i va provar de mantenir-se apolític, una decisió per la qual va ser criticat. Tot i això, el 18 d'agost del 1934 va signar un manifest en favor de Hitler al diari nazi el Völkischer Beobachter amb l'ocasió del referèndum sobre el cap d'estat del Reich. Hitler va forçar Strauss a renunciar a la seva postura el 1935 després que el compositor s'arrisqués a no voler treure Stefan Zweig (jueu) del cartell de Die schweigsame Frau (La dona silenciosa); Zweig era l'autor del llibret, jueu i amic de Strauss.
El 1936 compon l'Himne dels Jocs Olímpics de Berlín. La seva decisió de produir Friedenstag el 1938, una òpera en un acte que presenta una fortalesa assetjada durant les guerres mundials –essencialment un himne a la pau i amb un velat criticisme al Tercer Reich– durant un temps en què una nació sencera estava preparada per la guerra, va ser vist com extraordinàriament valent. Amb els seus contrasts entre llibertat i esclavisme, guerra i pau, llum i foscor, aquest treball es considera més relacionat amb Fidelio que qualsevol altra òpera recent de Strauss. A la fi de la Segona Guerra Mundial va ser llistat a la Gottbegnadeten-Liste d'artistes considerats com a irreemplaçables que eren exempts de serveis al front per a protegir l'heretatge cultural alemany.
Ja que la jove de Strauss, Alice, era jueva, va adonar-se del risc que això representava; alguns han assenyalat que això el podria haver aturat de parlar clar. També s'ha suggerit que hauria intentat, des de la seva posició oficial, protegir els amics i col·legues jueus.
El 1942 estrena Capriccio a Múnic. El 1944 prepara per a Salzburg l'òpera Die Liebe der Danae que no va arribar a estrenar-se fins al 1952. El 1948 Strauss va compondre el seu darrer treball: Vier letzte Lieder (Quatre darreres cançons) per a soprano i orquestra. Tota la seva vida havia compost lieder, però aquests són els més coneguts. El llenguatge harmònic i melòdic ha estat vist, de vegades, com passat de moda per al seu temps, quan es compara el seu treball amb el dels nous compositors. Les cançons mai no han estat populars, ni per a les audiències, ni per a les representacions.

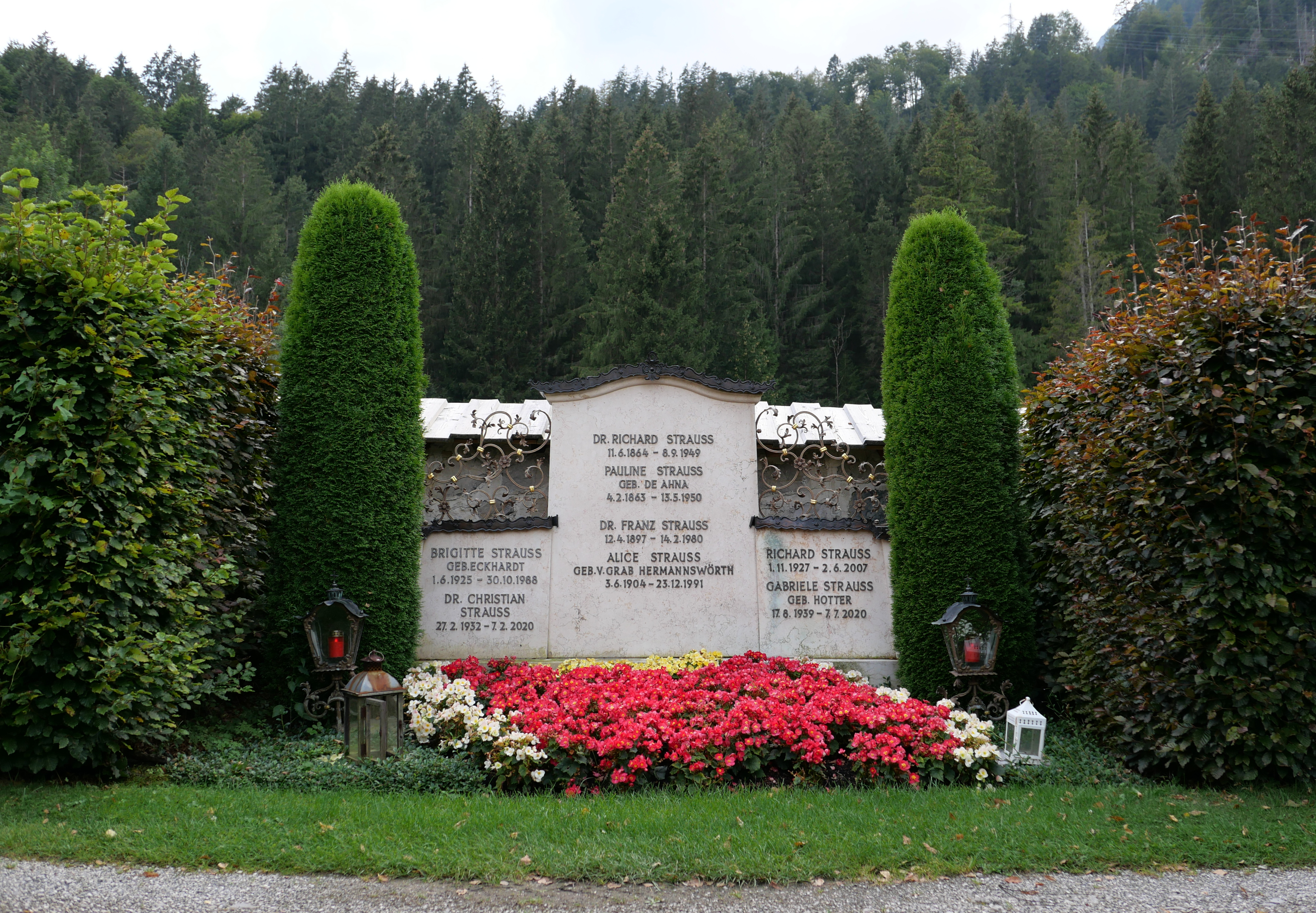
La tomba el 2024.

Richard Strauss va morir el 8 de setembre de 1949 a Garmisch-Partenkirchen, Alemanya. Les restes de Strauss van ser cremades. L'urna està enterrada al cementiri de Garmisch a Garmisch-Partenkirchen en una tomba on hi ha la seva dona Pauline, el seu fill Franz (1898–1980) i la seva dona Alice (1904–1991), el net Richard (1927–2007) i la dona Gabrielle. , de soltera Hotter (1939–2020), i el net Christian i la seva dona Brigitte, de soltera Eckhardt (1925–1988), van ser enterrats.
Richard Strauss no estava relacionat, ni ha de ser confós, amb Johann Strauss, o els seus fills, compositors vienesos de valsos populars.

## Obres principals

### Poemes simfònics
- Aus Italien (1886)
- Macbeth (1888/90)
- Don Juan (1889)
- Tod und Verklärung (Mort i transfiguració) (1891)
- Till Eulenspiegels lustige Streiche (Les aventures de Till Eulenspiegel) (1895)
- Also sprach Zarathustra (Així parlà Zaratustra) (1896)
- Don Quixote (1898)
- Ein Heldenleben (Una vida d'heroi) (1899)
- Sinfonia domestica (1904)
- Simfonia Alpina (Eine Alpensinfonie) (1915)

### Altres obres orquestrals
- Simfonia en re menor (1880)
- Concert per a violí en re menor, op. 8 (1882)
- Concert No. 1 per a trompa i orquestra en Mi bemoll (1882/83)
- Simfonia en fa menor, op. 12 (1883)
- Burleske per a piano i orquestra (1886-1890)
- Preludi Festiu per a orquestra i orgue (1913)
- Le Bourgeois gentilhomme, suite per a orquestra (1917)
- Música Festiva Japonesa (1940)
- Concert No. 2 per a trompa i orquestra en Mi bemoll major (1942)
- Concert per a oboè i orquestra (1945)
- Doble Concertino per a clarinet, oboè i orquestra (1947)
- Música cinematogràfica per a Der Rosenkavalier (1925)

### Òpera
- Guntram (1894)
- Feuersnot (1901)
- Salomé (1905)
- Elektra (1909). Amb el títol de Telepatia musicale, Giovanni Tebaldini publicà en la Revista musicale un curiós estudi en el qual exposa la notable similitud d'alguns temes d'aquesta òpera amb la Cassandra de Vittorio Gnecchi.[16]
- Der Rosenkavalier (El cavaller de la rosa) (1910)
- Ariadne auf Naxos (1912)
- Die Frau ohne Schatten (La dona sense ombra) (1918)
- Intermezzo (1923)
- L'Helena egípcia (1927)
- Arabella (1932)
- Die schweigsame Frau (La dona silenciosa) (1934)
- Friedenstag (Dia de pau) (1936)
- Daphne (1937)
- Die Liebe der Danae (L'amor de Dànae) (1940). Va ser estrenada pòstuma el 1952
- Capriccio (1941)
- Des Esels Schatten (L'ombra del burro) (1949). Inacabada

### Ballet
- Josephslegende (La llegenda de Josep) (1914)
- Crême chantilly (Schlagobers) (1924)

### Cor
- Zwei Gesänge, op. 34 (1896/97) - 1. Der Abend 2. Hymne
- Deutsche Motette, op. 62 (1913)
- Die Göttin im Putzzimmer (1935) Männerchöre (1935)
- An den Baum Daphne (1943)

### Altres obres
- Vier lieder (Quatre cançons) Op. 27 (1894) "Quatre de les seues més importants cançons," d'acord amb l'estudiós de l'obra de Strauss Michael Kennedy. Un regal de noces per a Pauline de Ahna; dues cançons, Morgen i Heimliche Aufforderung (Invitació secreta) sobre textos de John Henry Mackay inspirats en el seu amor pels nois. Huber Kennedy, "Richard Strauss i John Henry Mackay" a Thamyris 2 Arxivat 2008-10-02 a Wayback Machine.
- Metamorphosen per a conjunt de 23 instruments de corda (1945)
- Vier letzte Lieder (Quatre últims lieder) (1948)

## Monografies
- El compositor alemany Alfred Schattmann va escriure una molt completa monografia sobre Strauss.
- El compositor i crític musical Georg Göhler va escriure crítiques ferotges vers Strauss.[17]